# Giovane Santana do Nascimento
Giovane Santana do Nascimento, meglio noto come Giovane (Santa Bárbara d'Oeste, 24 novembre 2003), è un calciatore brasiliano, attaccante del Verona.

## Carriera

### Club
Nato a Santa Bárbara d'Oeste, inizia a giocare nelle giovanili del Red Bull Brasil, squadra che successivamente ha dovuto lasciare per motivi personali. Di fatto, è ritornato a giocare a calcio nella stagione 2021 nelle file del Capivariano. Ha esordito in prima squadra il 29 aprile 2021, all'età di 17 anni, in un incontro perso per 0-1 contro il Linense nel Campeonato Paulista Série A3.
Il 10 maggio 2021 ha realizzato la sua prima rete con la squadra, nella vittoria per 3-2 contro il Penapolense. Dopo aver giocato otto partite, il 16 luglio successivo passa in prestito al Corinthians, dove viene aggregato alla formazione Under-20.
Dopo essersi messo in mostra con l'Under-20 del Timão, ha esordito nel Brasileirão il 10 aprile 2022, subentrando a Róger Guedes nella vittoria per 3-1 contro il Botafogo.
Il 9 luglio 2025 viene acquistato dal Verona. Il 18 agosto esordisce con i gialloblu, giocando da titolare la partita di Coppa Italia in casa dell'Audace Cerignola, vinta dopo i tiri di rigore.

### Nazionale
Nel dicembre del 2022, è stato incluso dal selezionatore Ramon Menezes nella lista dei convocati della nazionale Under-20 partecipante al Campionato sudamericano di calcio Under-20 2023 in Colombia, raggiungendo la vittoria finale.
Il 28 aprile 2023 viene convocato per il Mondiale di categoria in Argentina.

## Statistiche

### Presenze e reti nei club
Statistiche aggiornate al 9 dicembre 2024.
| Stagione           | Squadra            | Campionato         | Campionato | Campionato | Coppe nazionali | Coppe nazionali | Coppe nazionali | Coppe continentali | Coppe continentali | Coppe continentali | Altre coppe | Altre coppe | Altre coppe | Totale | Totale |
| Stagione           | Squadra            | Comp               | Pres       | Reti       | Comp            | Pres            | Reti            | Comp               | Pres               | Reti               | Comp        | Pres        | Reti        | Pres   | Reti   |
| ------------------ | ------------------ | ------------------ | ---------- | ---------- | --------------- | --------------- | --------------- | ------------------ | ------------------ | ------------------ | ----------- | ----------- | ----------- | ------ | ------ |
| 2021               | Capivariano        | A3/SP              | 8          | 1          |                 | -               | -               |                    | -                  | -                  |             | -           | -           | 8      | 1      |
| 2022               | Corinthians        | A                  | 10         | 0          | CB              | 4               | 0               | CL                 | 2                  | 0                  |             | -           | -           | 16     | 0      |
| 2023               | Corinthians        | CP+A               | 1+5        | 0+1        |                 | -               | -               | CL+CS              | 1+1                | 0+0                |             | -           | -           | 8      | 1      |
| 2024               | Corinthians        | CP+A               | 1+11       | 0+1        | CB              | 6               | 0               | CS                 | 3                  | 1                  |             | -           | -           | 21     | 2      |
| Totale Corinthians | Totale Corinthians | Totale Corinthians | 28         | 2          |                 | 10              | 0               |                    | 7                  | 1                  |             | -           | -           | 45     | 3      |
| Totale carriera    | Totale carriera    | Totale carriera    | 36         | 3          |                 | 10              | 0               |                    | 7                  | 1                  |             | -           | -           | 53     | 4      |

## Palmarès

### Club

#### Competizioni statali
- Campionato paulista: 1

Corinthians: 2025

### Nazionale
- Campionato sudamericano Under-20: 1

Colombia 2023